# Файнберг Яків Борисович
Я́ків Бори́сович Фа́йнберґ  (нар. 7 вересня 1918, Золотоноша — пом. 7 березня 2005) — український фізик родом із Золотоноші, член-кореспондент АН УРСР (із 1964).
Закінчив Харківський університет 1940 року, з 1946 — працював у Харківському фізико-технічному інституті АН УРСР, у 1949–1972 — у Харківському університеті (з 1963 — професор).

## Праці
Праці з електродинаміки, зокрема теорії прискорювачів елементарних частинок, хвилеводів та фізичної плазми.
Співавтор відкриття «Турбуляцентне нагрівання і аномальний опір плазми», сприяло новому циклу теоретичних досліджень у фізиці плазми.